# مسجد خواجه شهدا
مسجد خواجه شهدا (خواجه شازان) مربوط به دوره قاجار است و در قزوین، خیابان تبریز، کوچه خلیلی (محله مغلواک) واقع شده و این اثر در تاریخ ۱۰ مهر ۱۳۸۰ با شمارهٔ ثبت ۴۲۰۱ به‌عنوان یکی از آثار ملی ایران به ثبت رسیده است.